# Nakajima Ki-115
Die Nakajima Ki-115 Tsurugi (Säbel), war ein japanischer einsitziger Kamikaze-Sturzbomber während des Zweiten Weltkrieges.

## Geschichte
Die Kaiserlich-Japanische Armee beauftragte 1945 Nakajima mit der Entwicklung eines Kamikaze-Bombers, der eine 800-kg-Bombe tragen konnte. Da das Oberkommando befürchtete, dass es nicht genügend veraltete Kampfflugzeuge für die Bekämpfung der erwarteten alliierten Invasion der Hauptinseln geben würde, sollten Massen von einem einfachen, billig herzustellenden Flugzeug die alliierten Schiffe mit Selbstmordattacken bekämpfen. In den entsprechenden Plänen war von einer Fertigungsrate von 8000 Stück pro Monat die Rede.

## Konstruktion

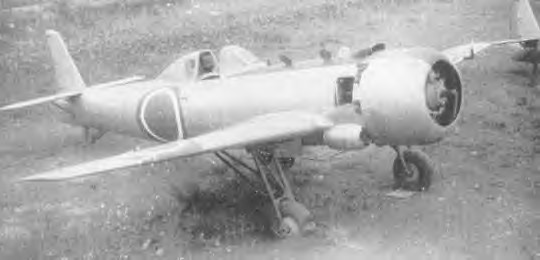
Eine Ki-115 kurz nach Japans Kapitulation. Die Luftschraube wurde entfernt.

Das Flugzeug war eine sehr simple Konstruktion und bestand aus »nicht-strategisch-wichtigen Werkstoffen«; vor allem Holz und Stahl. Das Fahrgestell wurde nach dem Start abgeworfen; der Rumpfquerschnitt war rund und nicht, wie üblich, elliptisch (so war der Rumpf einfacher zu fertigen). An Triebwerken sollte zum Einsatz kommen, was gerade verfügbar war. Außerdem waren zwei zusätzliche Raketenantriebe vorgesehen, für den Start und den finalen Sturzflug.

## Leistung
Die einzige Bewaffnung des Flugzeugs bestand aus einer 800-kg-Bombe (manchmal auch aus mehreren kleineren). Mit der mäßigen Höchstgeschwindigkeit und wirklich miserablen Flugeigenschaften wäre die Ki-115 eine leichte Beute für die alliierten Jäger gewesen; im Gegensatz zur Yokosuka MXY-7 gab es jedoch keinen einzigen Einsatz des Musters.

## Technische Daten
| Kenngröße             | Daten Nakajima Ki-115a                                    |
| --------------------- | --------------------------------------------------------- |
| Besatzung             | 1                                                         |
| Länge                 | 8,55 m                                                    |
| Spannweite            | 8,60 m                                                    |
| Höhe                  | 3,30 m                                                    |
| Flügelfläche          | 12,40 m²                                                  |
| Flügelstreckung       | 6,0                                                       |
| Leermasse             | 1640 kg                                                   |
| Startmasse            | 2880 kg                                                   |
| Höchstgeschwindigkeit | 550 km/h in 2800 m Höhe                                   |
| Reichweite            | 1200 km                                                   |
| Triebwerke            | ein Doppelsternmotor Nakajima Ha-35 mit 1.130 PS (831 kW) |
| Bewaffnung            | eine bis zu 800 kg schwere Bombe                          |